# Institut international des sciences appliquées Euro-Méditerranée
 (août 2016).
L’institut international des sciences appliquées Euro-Méditerranée (INSA Euro-Méditerranée) était une école d'ingénieurs franco-marocaine créée en 2015, et fermée en 2022, à Fès au Maroc.
Cet institut était rattaché à l'université euro-méditerranéenne de Fès (UEMF). C'était le premier INSA international.

## Présentation
L'institut international des sciences appliquées Euro-Méditerranée est le fruit de la collaboration entre le groupe INSA et l'université euro-méditerranéenne de Fès (UEMF), avec un consortium d’universités du pourtour méditerranéen, EuroMed Tech (Maroc, France, Espagne, Italie, Portugal) ainsi que le soutien des ministres français et marocains de l'enseignement supérieur et de la recherche. L'école est censée répondre à la volonté de développement du Maroc.
Le projet voit le jour en 2012, quelques mois après la création de l'UEMF, et l'institut ouvre ses portes aux étudiants en septembre 2015.
L'institut international des sciences appliquées Euro-Méditerranée est une école qui se veut ultra-moderne et écologique, afin de contraster avec l'autre université de Fès : la très ancienne université Al Quaraouiyine créée au IXe siècle. Par ailleurs, son originalité réside dans sa forte dimension multinationale et pluridisciplinaire. En effet, les étudiants recrutés proviennent des différents pays membres du consortium EuroMed Tech, mais également d'Afrique du Nord et du Moyen-Orient .
Le Groupe INSA a mis fin au partenariat avec l'UEMF en 2022. Les élèves inscrits continuent d’être accompagnés jusqu’à l’obtention de leur diplôme INSA.

## Formations
Les deux premières années de la formation d'ingénieur consistaient en un tronc commun sur les sciences et technologies pour l'ingénieur. Les enseignements se déroulent à Fès. Dès la deuxième année, les étudiants devaient choisir leur filière  :
- Génie mécanique et énergétique ;
- Génie électrique ;
- Système d'information et de communication ;

La troisième année d'études se déroulait dans une des universités partenaires en Europe (INSA et écoles du consortium). Lors de la quatrième année, les étudiants devaient choisir leur parcours :
- Mécanique & génie industriel ;
- Énergétique ;
- Énergie électrique ;
- Systèmes embarqués ;
- Ingénierie des données ;
- Objets communicants ;

Enfin en cinquième année, les élèves avaient la possibilité de passer un semestre à l'international.
Outre le diplôme d'ingénieur INSA Euro-Méditerranée, l'institut délivrait des masters en partenariat avec des écoles à l'international et permettait également une poursuite en doctorat .

## Admissions
L'institut international des sciences appliquées Euro-Méditerranée recrutait en 1re année, ainsi qu'en 2e et 3e années .

### Admissions en première année
L'entrée à l'INSA Euro-Méditerranée était accessible aux titulaires d'un baccalauréat scientifique marocain (sciences mathématiques, sciences physiques), d'un baccalauréat scientifique français ou d'un baccalauréat reconnu de plein droit par le système français (international, européen, etc).

### Admissions en deuxième année
Pour intégrer l'INSA Euro-Méditerranée en deuxième année, il fallait avoir validé au moins une année de CPGE scientifique marocaine, française ou étrangère, de licence, de DUT ou de BTS dans les spécialités de l'école.

### Admission en troisième année
Pour intégrer l'INSA Euro-Méditerranée en troisième année, il fallait avoir validé au moins deux années de CPGE scientifique marocaine, française ou étrangère, de licence, de DUT ou de BTS dans les spécialités de l'école. Les étudiants qui avait validé leur deuxième année en génie électrique à l’INSA Rennes ainsi que l’INSA Toulouse, en systèmes d’information et de communication à l’INSA Rouen ou à l’INSA Centre Val de Loire et enfin en génie mécanique et énergétique à l’INSA Strasbourg ou à l’INSA Lyon pouvaient intégrer l'école.